# Paralimna dasycera
Paralimna dasycera är en tvåvingeart som beskrevs av Mario Bezzi 1908. Paralimna dasycera ingår i släktet Paralimna och familjen vattenflugor. Inga underarter finns listade i Catalogue of Life.